# 1180 (szám)
Az 1180 (római számmal: MCLXXX) az 1179 és 1181 között található természetes szám.

## A szám a matematikában
A tízes számrendszerbeli 1180-as a kettes számrendszerben 10010011100, a nyolcas számrendszerben 2234, a tizenhatos számrendszerben 49C alakban írható fel.
Az 1180 páros szám, összetett szám. Kanonikus alakja 22 · 51 · 591, normálalakban az 1,18 · 103 szorzattal írható fel. Tizenkét osztója van a természetes számok halmazán, ezek növekvő sorrendben: 1, 2, 4, 5, 10, 20, 59, 118, 236, 295, 590 és 1180.
Érinthetetlen szám: nem áll elő pozitív egész számok valódiosztóösszeg-függvényeként.

## Csillagászat
- 1180 Rita kisbolygó